# Andrzej Avellino
Andrzej Avellino (ur. 1521 w Castronuovo, zm. 10 listopada 1608 w Neapolu) – włoski prawnik teatyn, ceniony spowiednik, kaznodzieja i pisarz, święty Kościoła katolickiego.

## Życiorys
Urodził się w średnio zamożnej, bardzo religijnej rodzinie. Jego rodzicami byli Jan i Małgorzata Appella. Pewnego dnia w Neapolu przeżył próbę zamachu na swoje życie. Został wyświęcony na kapłana w dniu 17 sierpnia 1537 roku, a w dniu 30 listopada 1556 roku rozpoczął nowicjat i otrzymał imię zakonne Andrzej. Posiadał dar proroctwa i czynienia cudów. 10 listopada 1608 roku w czasie odprawiania mszy świętej zasłabł i zmarł tego samego dnia, wieczorem w opinii świętości.
Został beatyfikowany przez papieża Urbana VIII 10 czerwca 1625, a w dniu 22 maja 1712 roku papież Klemens XI dokonał jego kanonizacji. Wspomnienie liturgiczne przypada 10 listopada.

## Ikonografia
Przedstawiany jest w ornacie. Jego atrybuty to anioł lub aniołowie trzymający dwa wieńce z róż nad jego głową, co ma symbolizować dostąpienie przez świętego chwały i jego świętość, a także ołtarz nawiązujący do jego śmierci.